# 谢姆里
谢姆里（法語：Chémery，法語發音：[ʃemʁi]）是法国卢瓦-谢尔省的一个市镇，属于罗莫朗坦-朗特奈区。

## 地理
谢姆里（47°20'42"N, 1°28'41"E）面积34.16 平方千米，位于法国中央-卢瓦尔河谷大区卢瓦-谢尔省，该省份为法国中北部省份，北起厄尔-卢瓦省，东北接卢瓦雷省，东南接谢尔省，南至安德尔省，西南接安德尔-卢瓦尔省，西北接萨尔特省。
与谢姆里接壤的市镇（或旧市镇、城区）包括：比伊、谢尔河畔沙蒂永、库德、梅埃尔、鲁茹、萨赛、索洛涅地区苏万。

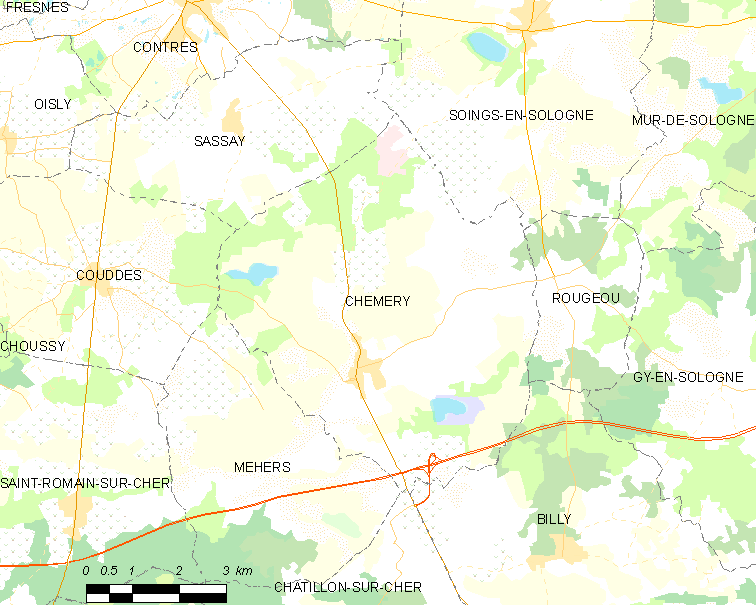
谢姆里的OSM定位图

谢姆里的时区为UTC+01:00、UTC+02:00（夏令时）。

## 行政
谢姆里的邮政编码为41700，INSEE市镇编码为41049。

## 政治
谢姆里所属的省级选区为圣艾尼昂县。

## 人口

1962-2008年间谢姆里人口变化图示

谢姆里于2022年1月1日时的人口数量为944人。